# Parkhof (Weert)

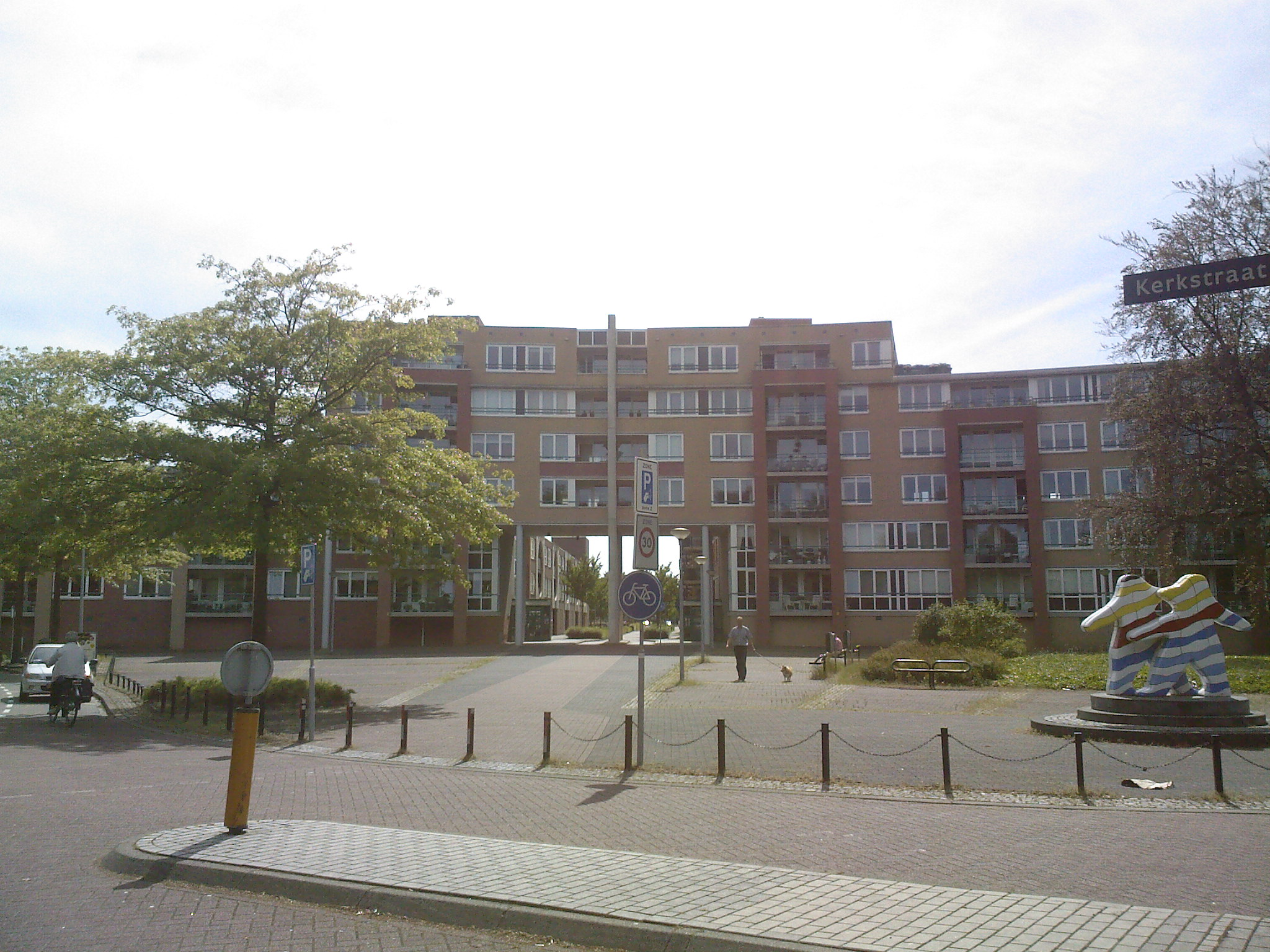
Ingang van Parkhof komende vanaf het station

Parkhof is een buurt binnen de wijk Keent in de Nederlandse stad Weert. De buurt is gebouwd eind jaren 90 van de 20e eeuw op het terrein van een voormalige tricotagefabriek. De wijk in de nabijheid van het NS-station en het centrum van Weert bestaat uit zowel hoogbouw als grondgebonden woningen. De hoogbouw omzoomt de buurt voor een deel en vormt tevens een duidelijke toegangspoort tot Parkhof komende vanaf het station. Voor de rest sluit Parkhof aan bij de bestaande wijk Keent. In het midden van de buurt bevindt zich een speelpark met enkele speeltoestellen, een basketbalveld en een trapveld.

## Trivia
Tijdens de sloop van de tricotagefabriek begin jaren 90 van de 20e eeuw werd tot het laatst gewacht met het slopen van de schoorsteen. Gepoogd werd deze op te blazen met springstof, maar dit mislukte. Door delen van de schoorsteen weg te kappen, te vervangen door een houtconstructie en deze vervolgens in brand te steken werd de schoorsteen alsnog geveld. Als aandenken aan de fabriek is in de wijk een golvende muur opgetrokken gebouwd met bakstenen afkomstig uit de schoorsteen.
Stad: Weert

Kerkdorpen: Altweerterheide · Laar · Stramproy · Swartbroek · Tungelroy 

Buurtschappen: Altweert · Bosven · Breyvin · Castert · Crixhoek · De Berg · De Boberden · De Horst · Dijkerstraat · Hei · Houtbroek · Hushoven · Oud-Boshoven · Rietbroek · Vlootkant · Wisbroek

Woonwijken: Boshoven (Vrakker · Oda · Oud-Boshoven) · Laarveld · Molenakker · Kampershoek · Fatima · Weert-Centrum · Biest · Groenewoud · Leuken (Vrouwenhof · Leuken-Noord) · Keent (Parkhof) · Moesel · Graswinkel · Rond de Kazerne (Altweert · Boshoverbeek) 

Limburg: Steden en dorpen      Nederland: Provincies · Gemeenten